# Silvio Luiz de Oliveira de Paula
Silvio Luiz de Oliveira de Paula (Río de Janeiro, Brasil, 1 de marzo de 1977) conocido como Silvio Luiz es un exfutbolista brasileño que jugaba como arquero. 
Actualmente es entrenador de porteros del Olímpia Futebol Clube, equipo que compite en el Campeonato Paulista de Fútbol - Serie A3.

## Trayectoria
Fue formado en el Vasco da Gama dirigido en ese entonces por Claudio Henrique y Gilmar de Oliveira. Posteriormente paso a las categorías juveniles del Flamengo donde tuvo destacadas actuaciones. 
Su carrera como futbolista profesional la inicio en el Mirassol en 1997, resultando campeón del Campeonato Paulista - Serie A3.  Aunque el resto del año lo paso en el Sãocarlense. Después fue traspasado al Sao Caetano, participando en la conquista del Campeonato Paulista 2004 además del subcampeonato del
Campeonato Brasileño en 2000 y 2001 y
de la Copa Libertadores 2002.
Después de ocho años en el club azul, en abril
de 2006, fue contratado por el Corinthians. Tuvo una etapa sin mucho éxito, regresando a São Caetano en
2007. A pesar de su regreso, nunca llegó a
jugar en el club que lo lanzó al estrellato.
Estuvo de baja por cuatro meses debido a
la incertidumbre en el contrato. Semanas antes del inicio del Campeonato Brasileño
fue contratado por Vasco da Gama.
En el Vasco, el jugador fue elegido por el
técnico Celso Roth durante la mayor parte
del Campeonato Brasileño, a pesar de
haber cometido algunos errores. Tras la
destitución de Roth, Silvio Luiz fue
excluido, primero por Romário que
estuvo como entrenador del equipo durante un partido y luego por Valdir Espinosa que dejó al jugador como tercera opción. Todo ello hizo que la directiva del club
decidiera no renovar el contrato del jugador que finalizaba a finales de año.
Tras varias especulaciones sobre su
futuro, Itumbiara lo anunció como refuerzo para 2008. En Itumbiara tuvo la
oportunidad de trabajar con el técnico
Paulo César Gusmão, que en el pasado
había sido portero y entrenador de
porteros. Jugó en el Campeonato de Goiás 2008 en
el que Itumbiara ganó el título.
Posteriormente se trasladó a Boavista en el cual estuvo por un corto tiempo, ya que en
el mes de junio sufrió un grave accidente
automovilístico que le hizo alejarse de las canchas. En diciembre de 2009 se
anunció como un nuevo refuerzo de la
Juventude. En 2010 tras dos años de
recuperación se presentó como un nuevo
refuerzo para Duque de Caxias. Al año siguiente retorno al Boavista-RJ y meses después
pactó con América para la disputa de la
Copa Río.
A principios de 2012 fue uno de los grandes atractivos del Campeonato Estatal de la Serie C de Río de Janeiro cuando estuvo en el novato São Gonçalo EC junto con el mediocampista Roberto Brum y
el delantero Marco Brito.
En 2015 acordó trasladarse al interior de
São Paulo, donde compitió en el Campeonato Paulista de la Serie A2 con el equipo Rio Branco de Americana como entrenador de porteros.

## Clubes
| Club            | País        | Año  |
| --------------- | ----------- | ---- |
| Mirassol        | Brasil      | 1997 |
| Sãocarlense     | 1997        |      |
| São Caetano     | 1998 - 2006 |      |
| Corinthians     | 2006        |      |
| Vasco da Gama   | 2007        |      |
| Itumbiara       | 2008        |      |
| Boavista        | 2008 - 2009 |      |
| Juventude       | 2010        |      |
| Duque de Caxias | 2010        |      |
| Boavista        | 2011        |      |
| America-RJ      | 2011        |      |
| São Gonçalo EC  | 2012        |      |

## Palmarés

### Campeonatos estatales
| Título                         | Club        | País   | Año  |
| ------------------------------ | ----------- | ------ | ---- |
| Campeonato Paulista - Serie A3 | Mirassol    | Brasil | 1997 |
| Campeonato Paulista - Serie A3 | Sao Caetano | 1998   |      |
| Campeonato Paulista - Serie A2 | 2000        |        |      |
| Campeonato Paulista            | 2004        |        |      |
| Campeonato Goiano              | Itumbiara   | 2008   |      |

### Selección nacional
| Título             | Selección | Año  |
| ------------------ | --------- | ---- |
| Torneo Preolímpico | Brasil    | 2000 |

### Otros logros
| Título                                        | Club        | País   | Año  |
| --------------------------------------------- | ----------- | ------ | ---- |
| Subcampeón de la Copa Libertadores de América | Sao Caetano | Brasil | 2002 |